# Naquetia triqueter
Naquetia triqueter is een slakkensoort uit de familie van de Muricidae. De wetenschappelijke naam van de soort is voor het eerst geldig gepubliceerd in 1778 door Born.